# 伊舍伍德山
74°59′S 113°43′W / 74.983°S 113.717°W
伊舍伍德山（英語：Mount Isherwood）是南極洲的山峰，位於瑪麗伯德地，屬於科勒嶺的一部分，處於斯特蘭奇山西南面6.4公里，以美國研究隊的地球物理學家命名，現時由南極條約體系管理。